# الثورة الإيبيرية

حرب العبيد الثانية هي انتفاضة فاشلة قام بها الرقيق ضد الجمهورية الرومانية في جزيرة صقلية. استمرت الحرب من عام 104 قبل الميلاد و لمدة أربع سنوات.

## خلفية
كان القنصل الروماني جايوس ماريوس يجند الجنود للحرب ضد الكيمبريون والتوتونيين في الشمال. وطلب الدعم من حاكم بيثينيا نيكوميديس الثالث بالقرب من مقاطعة آسيا الرومانية، ولكنه رُفض بحجه أنه تم استعباد الكثير من شعبه من قبل جامعي الضرائب الرومان لعدم تمكنهم من دفع مستحقاتهم. فرد مجلس الشيوخ الروماني بإصدار أوامر بعدم أخذ أي عبيد من بين حلفاء روما، وأنه يجب إطلاق سراح جميع هؤلاء العبيد على الفور.
قام أحد الملاك الرومانيين ويدعى بوبليوس ليسينيوس نيرفا، في إطار طاعة المرسوم ، بتحرير حوالي 800 من العبيد الذين ينتمون إلى بيثينيا في مقاطعته في صقلية، وأدى هذا إلى السخط بين العبيد من الجنسيات الأخرى الذين لم يتم تحريرهم، كما كان له تأثير على تنفير أصحاب المزارع الصقلية الأثرياء الذين رأوا ممتلكاتهم البشرية يتم انتزاعها من أيديهم بشكل غير رسمي. فتراجع نيرفا عن قراره خوفًا من ذلك مما أدى إلى ثورة السكان العبيد.
فشل نيرفا في التصرف بشكل حاسم بداية الثورة، فأرسل نيرفا قوة من 600 جندي للقضاء على العبيد المتمردين بالقرب من بلدة هيراكليا مينوا لكنهم تعرضوا للضرب والذبح مما اكتسب العبيد مزيد من الثقة، وحصلوا على كمية كبيرة من الأسلحة وقائدًا قويًا وهو عبدًا سابقًا يُدعى سالفيوس تريفون.
بعد انتصار سالفيوس قام بحاصر مدينة مورجانتينا. فسار نيرفا ضده مع قوات من ميليشيا صقلية لكنه هُزم أيضًا. ثم تمكن العبيد من الاستيلاء على مورجانتينا. وبعد هذا الانتصار تضخم جيش عبيد سالفيوس إلى 2000 فارس و 20000 من المشاة. وفي غضون ذلك اندلعت ثورة أخرى في غرب صقلية تزعمها شخص يدعى أثينيون وهو عبد قيليقي سار بجيش العبيد الذين معه للانضمام إلى سالفيوس عند سماعه بانتصارها في مورجانتينا.

## معركة شيرثا
في عام 103 قبل الميلاد أرسل مجلس الشيوخ البريتور لوسيوس ليسينيوس لوكولوس لقمع تمرد العبيد. سار لوكولوس على رأس 17000 من الجيش الروماني ومجموعة من الحلفاء وعسكر في غرب صقلية ثم سار إلى معقل المتمردين في كالتابيلوتا.
عندما سمع سالفيوس تريفون قائد العبيد بوصول لوكولوس أراد الصمود أمام الرومان داخل كالتابيلوتا. ولكن أثينيون أشار عليه بعدم الاختباء بل مواجهة الرومان في معركة مفتوحة. فزحف المتمردون لمقابلة لوكولس وعسكروا في شيرثا على بعد اثني عشر ميلاً من المعسكر الروماني، وفي اليوم التالي اصطف الجانبان للمعركة. وقدرت قوات تريفون بحوالي 40.000.
بعد عدة مناوشات انطلقت المعركة الرئيسية وفي البداية بدا الأمر كما لو أن المتمردين سوف يدفعون الرومان إلى الوراء، حيث ألحق أثينيون وسلاح الفرسان خسائر فادحة بجناح لوكولوس. وبدا أن العبيد قد ينتصرون، لكن أثينيون أصيب وسقط من حصانه وأُجبر على التظاهر بالموت من أجل إنقاذ نفسه، وظن اتباعه أن قائدهم قد مات ففروا من المعركة.
بعد أن رأى سالفيوس تريفون جيشه يهزم اعاد برفقتهم إلى كالتابيلوتا. وفي وقت لاحق من تلك الليلة هرب أثينيون الجريح من ساحة المعركة. ويقدر بأنه قتل خلال هذه المعركة نصف جيش تريفون.
بعد معركة شيرثا واصل لوكولوس طريقه إلى كالتابيلوتا وحاصرها، ولكن الأوامر صدرت من روما باستبداله وأرسال قائد روماني جديد يدعى جايوس سيرفيليوس أوجور.

## اثينون
في عام 102 قبل الميلاد استطاع اثينون الذي تولى قيادة عبيد بعد وفاة سالفيوس مفاجأة معسكر جايوس سيرفيليوس وهزيمتهم وتفريقهم، مما أدى إلى التراجع عن كل نجاحات لوكولوس السابقة.
في 101 قبل الميلاد أُعطي القنصل الروماني مانيوس أكويليوس أمرًا ضد المتمردين في صقلية. وجهزت قوات كثيرة نجحت في هزيمة جيش العبيد وقتل قائدهم اثينون وتم قمع التمرد، كانت هذه هي الثانية في سلسلة من ثلاث ثورات للعبيد في الجمهورية الرومانية بسبب الانتهاكات نفسها في صقلية وجنوب إيطاليا.